# Pomník obětem 1. světové války (Pustkovec)
Pomník obětem 1. světové války, nazývaný také Památník obětem první světové války či známý také pod názvem reliéfní busta Tomáše Garrigua Masaryka, je pomník nebo památník v exteriéru na ulici Pustkovecká v Pustkovci, městské části města Ostrava v Moravskoslezském kraji. Geograficky se nachází také v kotlině Ostravské pánve.

## Historie a popis pomníku
Pomník obětem 1. světové války byl vytvořen v roce 1928 z hořického pískovce v dílně, kterou vlastnil sochař a kameník Karel Gruntorád. Podnět k výstavbě pomníku (tj. pískovcové stély zasazené do betonového soklu) dala místní osvětová komise u příležitosti desátého výročí vypuknutí 1. světové války. Dílo lze charakterizovat jako památník s, ve spodní části vytesaným, reliéfem klečící skloněné ženy (matky) pokládající věnec k uctění obětí první světové války. Nad postavou ženy, v horní části pomníku, je osazen pískovcový epitaf s jedenácti jmény padlých pustkoveckých občanů. Epitaf je v samostatném černém rámečku doplněný jmény osmi československých legionářů. V nejvyšší části pomníku je bronzová reliéfní busta prezidenta Československa Tomáše Garrigua Masaryka obklopená ze dvou stran tesanými černě zbarvenými lipovými ratolestmi. Dílo je typovým pomníkem dílny Karla Gruntoráda a podobný pomník je například i v nedalekém Krásném Poli. V roce 1968 byl pomník doplněn bronzovým nápisem:
| „ | Pravda vítězí 1918–1968 | “ |

Dalším nápisem na pomníku je:
| „ | MRTVÝCH SLAVNÉ PAMĚTI A ŽIVÝM NA POSILU | “ |

V období mezi 1. a 2. světovou válkou, byl pomník pietním místem a dějištěm mnoha veřejných akcí. Za nacistické okupace měl být pomník odstraněn, avšak německý starosta jej před úřady dočasně zachránil plechovým překrytím Masarykova reliéfu. Německé úřady ale nakonec nařídily odstranění Masarykova reliéfu i jmen československých legionářů. Po druhé světové válce byl pomník opraven a znovu opatřen Masarykovým reliéfem. Někdy v roce 1948 byl Masarykův reliéf opět odstraněn. Reliéf se na pomníku opět objevil až v roce 1968 i s nápisem Pravda vítězí 1918–1968. Je překvapivé, že v této podobě pomník přečkal i období normalizace v Československu. Pomník byl rekonstruován v roce 1999. Je ohraničen nízkým plotem s květinami a keři. Po stranách pomníku je dvojice lip. První lípa byla vysazena v roce 1935 u příležitosti Masarykových 85. narozenin a druhá lípa byla vysazena v roce 1968 u příležitosti 50. výročí konce první světové války.

## Galerie

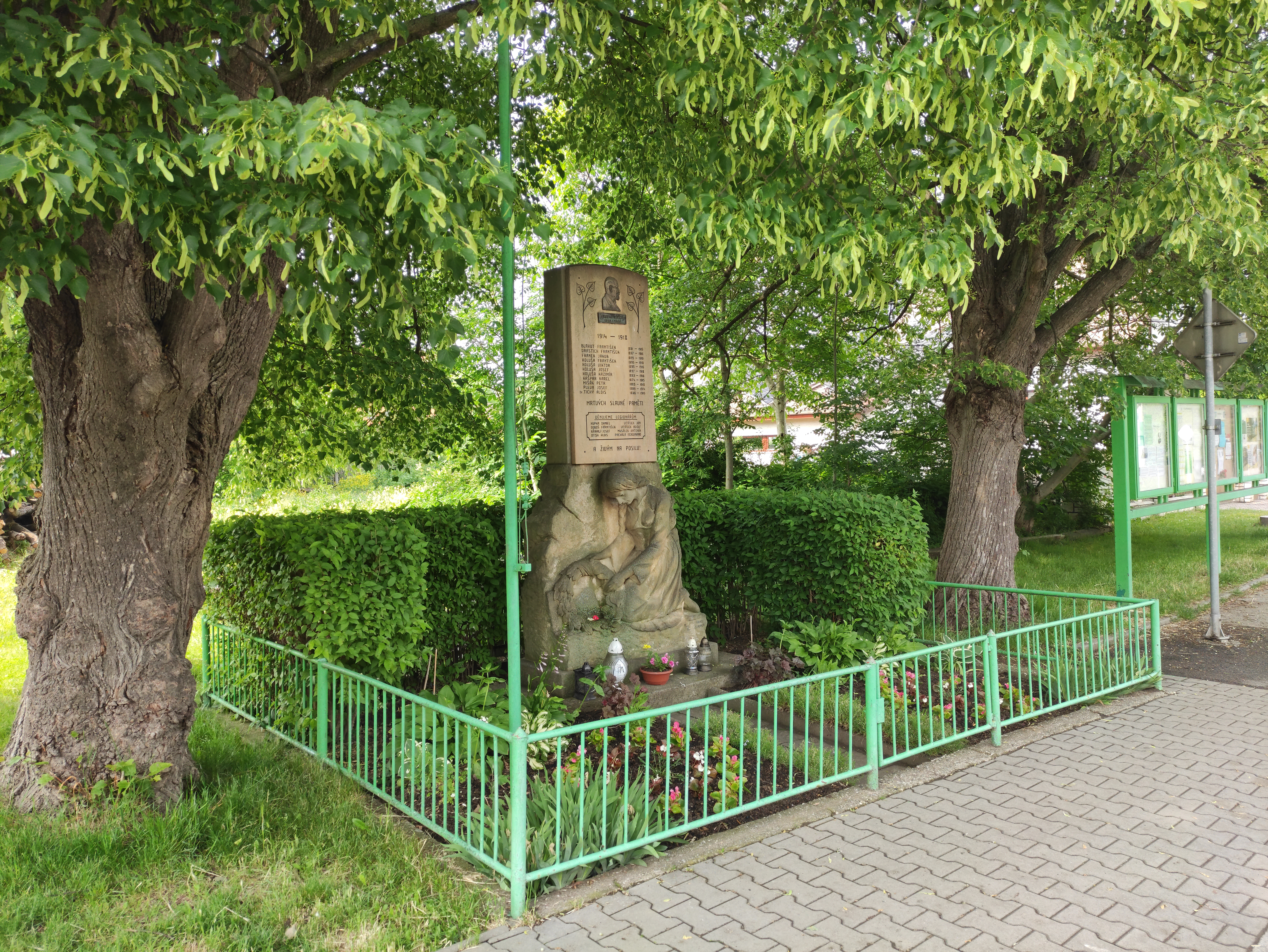
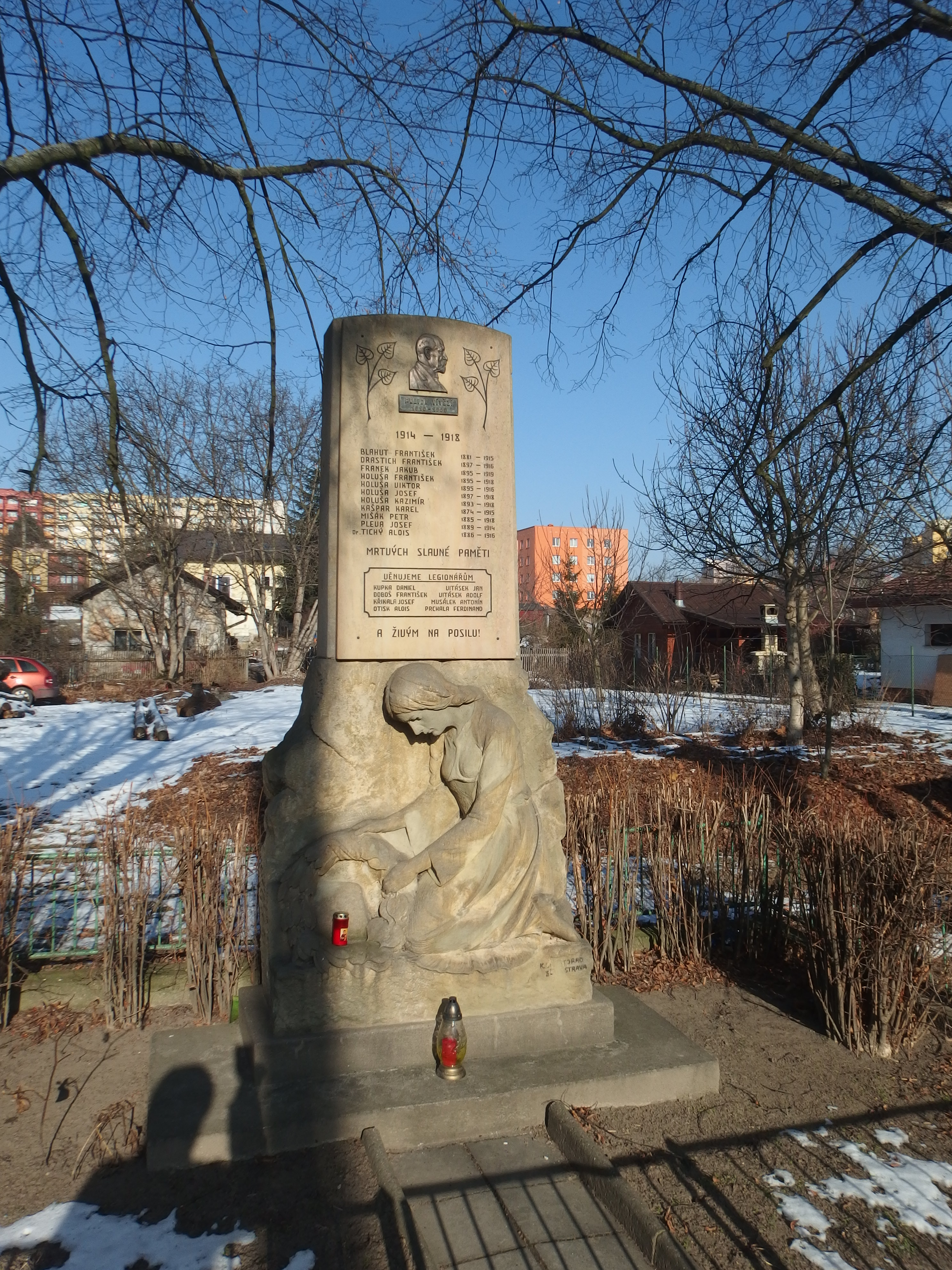

## Další informace
Místo je celoročně volně přístupné.